# Hepburn (Iowa)
Hepburn – miasto w Stanach Zjednoczonych, w stanie Iowa, w hrabstwie Page. Zgodnie ze spisem statystycznym z 2000 roku, miasto liczyło 39 mieszkańców.